# فدوى المالكي
فدوى المالكي (ولدت 1975 م) مغنية مغربية.

## سيرتها
وُلدت فدوى المالكي في مدينة القنيطرة، بتاريخ 25 يونيو 1975. 
انطلقت مسيرتها الفنية من برنامج نجوم الغد على القناة الثانية المغربية، حين حصلت فيه على جائزة أفضل صوت بالمملكة المغربية. ثم نالت الجائزة الكبرى بالمهرجان الأول للأغنية العربية بالدار البيضاء عن قصيدة ترنيمة عاشق لحن الفنان المغربي سعيد الشرايبي وشعر عبد العزيز محيي الدين خوجة سنة 1999. ثم حصلت على جائزة بمهرجان القاهرة الدَّولي للأغنية سنة 1999، ثم الجائزة الأولى بمهرجان الأوبرا عن أداء قصيدة أم كلثوم أفديه أن حفظ الهوى أو ضيعه سنة 2000، ثم غنت شمس الأصيل لأم كلثوم بمهرجان الموسيقى العربية بالأوبرا بنفس المهرجان.
صدر لها أول ألبوم بعنوان "حأغني" من إنتاج شركة الأوتار الذهبية سنة 2002، وصوَّرت منه أغنية "تكذب على قلبك" بإستانبول بتركيا. ثم ثاني ألبوم بعنوان "دعوة زفاف" عن نفس الشركة سنة 2006، وصوَّرت منه أغنية "دعوة زفاف" بالقاهرة.
وصدر لها أغنية ديو أبوس راسك يا زمن غنتها مع الفنان علي بن محمد ونجحت نجاحا كبيرا جدا من خلال الإذاعات والبرامج والإنترنت, وحصدت جائزة أفضل أغنية 2009 بإذاعة إمارات إف إم بأكثر من مليون اتصال من المستمعين، كما فازت نفس الأغنية في عدد من الاستفتاءات الاذاعية. والجدير بالذكر أن هذا الديو أسهم كثيرا في ترديد اسم فدوى المالكي والتعريف بصوتها بالخليج.

## مشاركاتها
شاركت بعدة مهرجانات بالمغرب مهرجان الرباط سنة 1999_ مهرحان سلا سنة 2000 _ مهرجان تطوان للعود سنة 2000 _ مهرجان وليلي بمكناس سنة 2003 _ ومهرجان فاس للموسيقى الروحية سنة 2007) والوطن العربي مثل مصر بدار الأوبرا المصرية، صلالة في عمان مهرجان خريف صلالة 2006، قطر ( أوبريت أم الحنايا 2005 _ أوبريت مهرجان الدوحة الثقافي 2006 _ جلسات صوت الخليج 2007), الكويت 2008 مع تلفزيون الوطن في إطار جلسات فن أصيل وبالإمارات العربية المتحدة من خلال برامج تلفزيونية (أنت الشاعر مع الشاعر الكبير علي عسيري _ برنامج يا هلا مع علي العلياني على روتانا خليجية _ جلسات وناسة مع قناة MBC 2010 _ جلسات غنائية 2009 مع إذاعة إمارات إف إم بأبو ظبي)
وفي أوروبا أحيت حفلات بباريس بفرنسا منها ما كان بغرض تكريم الفنان عازف العود الكبير والملحن سعيد الشرايبي في شتنبر 2004 ورشحتها اللجنة لتلقين المقام العربي لعدد من المطربين الأجانب, على أثر ذلك قامت بدورة تدريبة لصالح نفس المؤسسة لمطربين أوروبيين حيث وقع الاختيار على صوتها لغناء المقام العربي أمام مطربين أوروبيين وكانت دورة ناجحة جدا اختتموها بحفل شمل غناء أولئك المطربين إلى جانبها
شاركت أيضا ببرنامج سهران معاك الليلة على القناة الثانية المغربية 2M.
ولا ننسى طبعا الاستضافة الجميلة بالدوحة من برنامج قمر و 3 نجوم
و كما أصدرت أيضا ابتهالات دينية من ارتجالها بصوتها وزعت على الإذاعات ولقيت استحسانا كبيرا مؤخرا
و سجلت أيضا أغنيتين مغربيتين بالإضافة لمشاركتها في أوبريتات وطنية في الدوحة وأوبريتات لصالح فلسطين هنا بالمغرب وقريبا بالأردن, وسجلت جلسة حصرية لصالح إذاعة إمارات إف إم بأبو ظبي.
صدر لها برمضان الماضي أغنية تتر مسلسل إلى متى وفي 2002 غنّت إلى جانب الفنان طلال سلامة بأغنية داخل مسلسل حكم البشر، كما غنت أيضا أغنية داخل مسلسل بعد الشتات والمسلسلان من إنتاج قطري
من أهم أحداث سنة 2010 اختيار صوت فدوى المالكي للغناء في أوبريت مهرجان الجنادرية وهو مهرجان سعودي ضخم ويعد أهم مهرجان في الخليج ويتميز المهرجان بالحضور الشخصي لخادم الحرمين الشريفين
. وقد كانت المشاركة صوتية وتعد فدوى المالكي أول مطربة مغربية يتم اختيار صوتها للتغني بهذه المناسبة إلى جانب كبار فناني الخليج محمد عبده وراشد الماجد وعبد المجيد عبد الله وماجد المهندس
كما شاركت خلال صيف 2010 في أهم جلسات الصيف التي تصورها قناة وناسة ومجموعة قنوات إم بي سي وهي جلسات وناسة وهي تضم أبرز نجوم الغناء بالخليج والوطن العربي
ومثلت بلدها المغرب خلال شتنبر وأكتوبر 2010 من خلال المشاركة في مهرجان طريق الحرير بحفلين بكل من حلب ودمشق بسوريا من تنظيم وزارة الثقافة السورية
وكانت الحفلات برفقة نخبية من الفنانين من الوطن العربي لطفي بوشناق من تونس ,حسين الأعظمي من العراق، شادي من سوريا , وعبود خواجة من اليمن وعازفين من الهند والصين وتركيا وفرنسا وسوريا والعراق والأردن وإيران بالإضافة لمطربة الفلامينكو روسيو ماركيز من إسبانيا.

## وصلات خارجية
فدوى المالكي على الـ facebook